# Curt Benckert

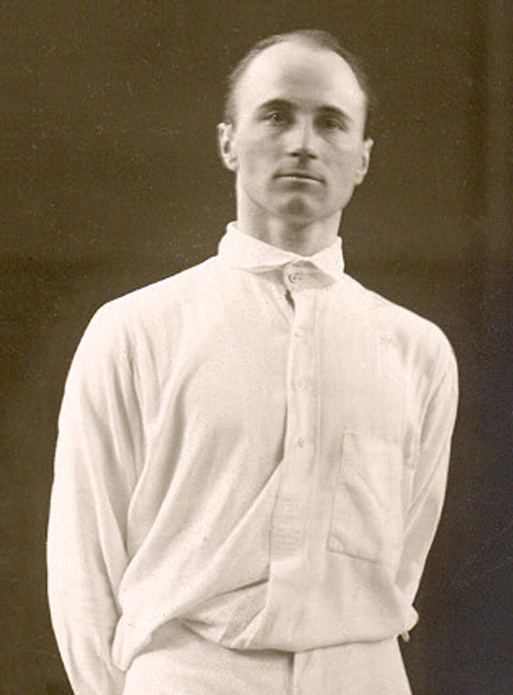
Benckert in den 1910er Jahren

Curt Ragnar Benckert (* 8. August 1887 in Sundsvall; † 28. November 1950 in Haninge) war ein schwedischer Tennisspieler.

## Biografie
Nur wenig ist über Curt Benckert bekannt. Er wurde in Sundsvall geboren, aber spielte in Stockholm für den Kungliga Lawn Tennis Klubben. Benckert nahm am Tenniswettbewerb der Olympischen Sommerspiele in Stockholm teil. Im Rasen-Doppel konnte er mit Wollmar Boström das Viertelfinale erreichen. Dabei profitierten sie aber zweimal vom kampflosen Walkover. Auch in den beiden anderen Konkurrenzen, an denen er teilnahm, dem Rasen-Einzel und Hallen-Doppel gelang ihm jeweils kein Sieg. Neben Olympia spielte Benckert zwischen 1911 und 1913 noch vier andere Turniere, bei denen er auch jeweils im ersten Match verlor.